# 接近传感器

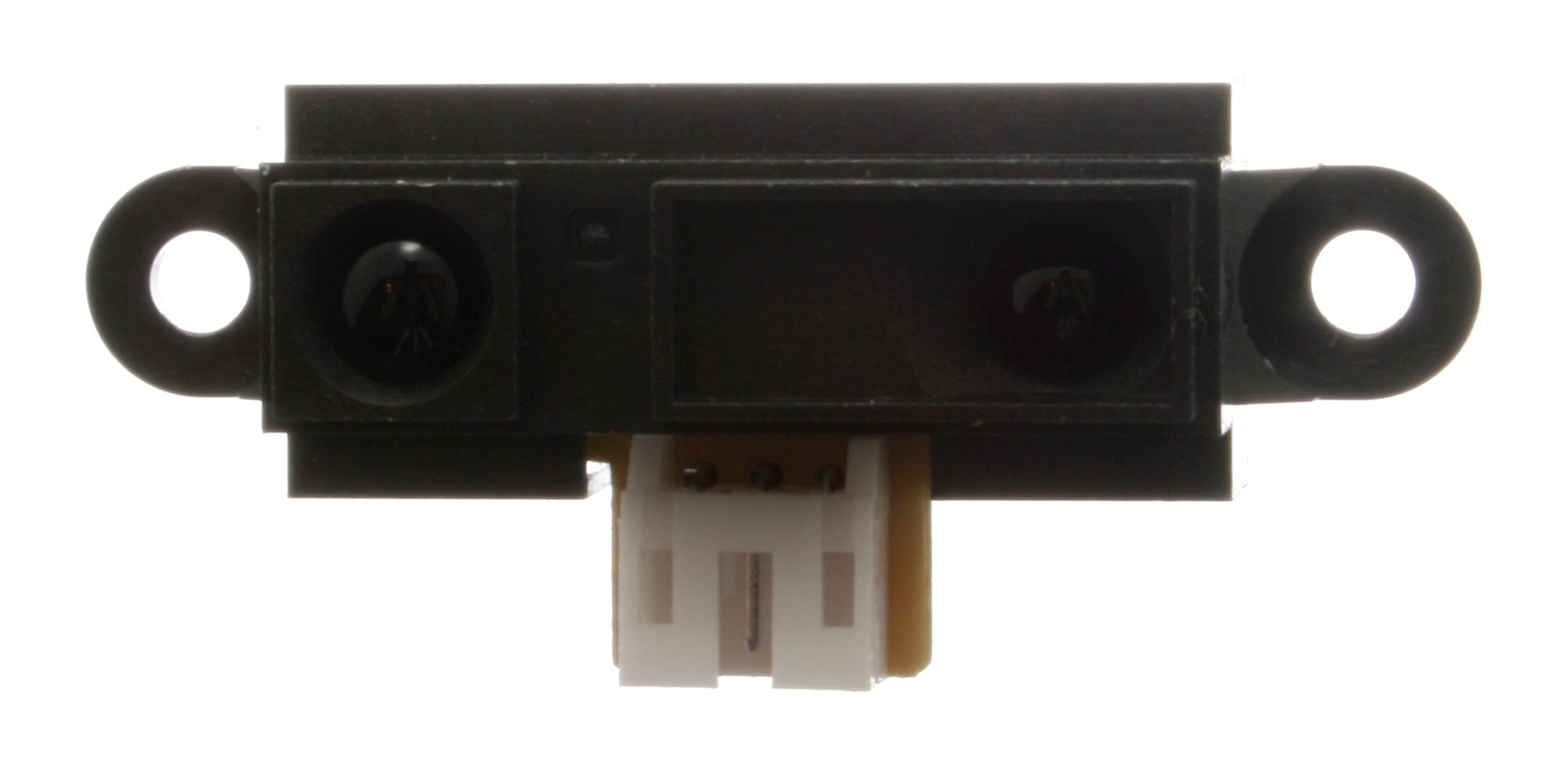
红外线接近传感器。

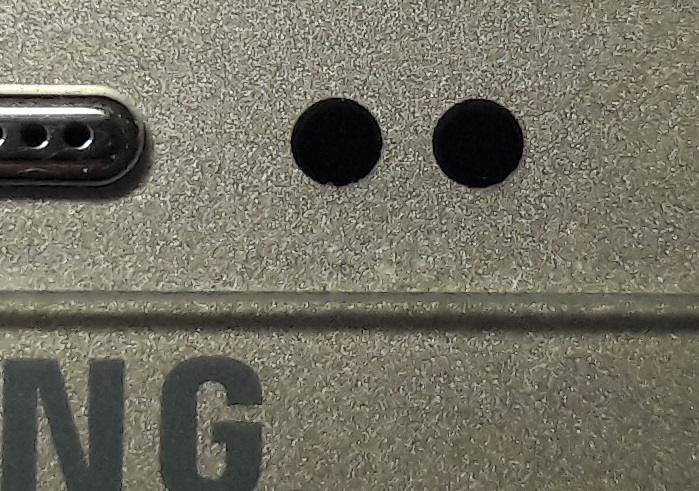
智能手机上的光学接近传感器

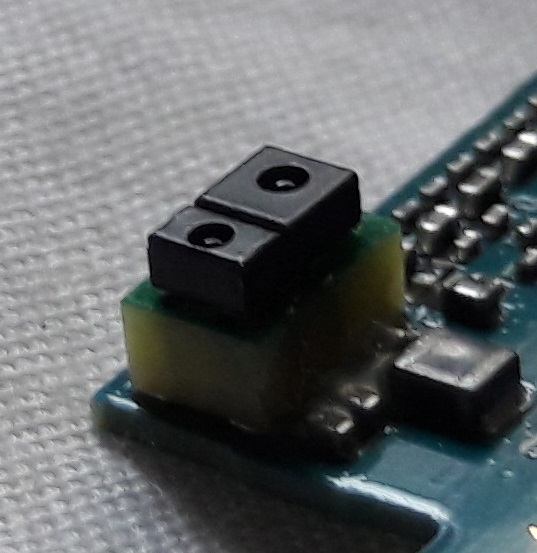
接近传感器模块

接近传感器（英語：proximity sensor）也称近接感测器，是一种无需接触而能侦测附近存在物体的传感器。
接近传感器通常发射电磁场或电磁辐射束（例如红外线）并观察電場或返回信号的变化来实现功能。可被侦测的物体被称为接近传感器的目标。不同类型的接近传感器有不同的目标，例如电容式接近传感器或光电传感器可能侦测塑料目标，而电感式接近传感器只能侦测金属目标。
传感器都有设计上定义的“标称范围”，即可检测的最大距离。一些传感器有标称范围内的调整与检测距离分级报告的能力。
因此接近传感器没有机械部件，并且传感器与被感测物体之间没有物理接触，因而具有高可靠性和长使用寿命。
智能手机或类似的移动设备上通常配有接近传感器。当有目标出现在标称范围内时，设备可从睡眠模式中唤醒。如果接近传感器的目标持续保持不变，设备也可将其忽略并重新进入睡眠。一个常见的设计是，在使用智能手机拨打电话时，接近传感器将检测目标是否出现，并将其视为放在耳边，此时将暂时关闭触摸屏，以避免意外操作。接近传感器也被用于一些机械设备的振动监测。
调校到超短距离的接近传感器也可作为一个触摸开关。

## 类型
- 电容式感应
- 电容式位移传感器
- 多普勒效应
- 渦電流
- 电感式
- 磁性，包括磁接近熔断器
- 光学
  - 光电
  - 光电管（反射式）
  - 激光测距仪
  - 被动式（例如感光耦合元件）
  - 无源热敏红外线
- 雷达
- 电离辐射反映
- 聲納（主动或被动式）
- 超声波传感器
- 光纤传感器
- 霍尔效应传感器

## 应用

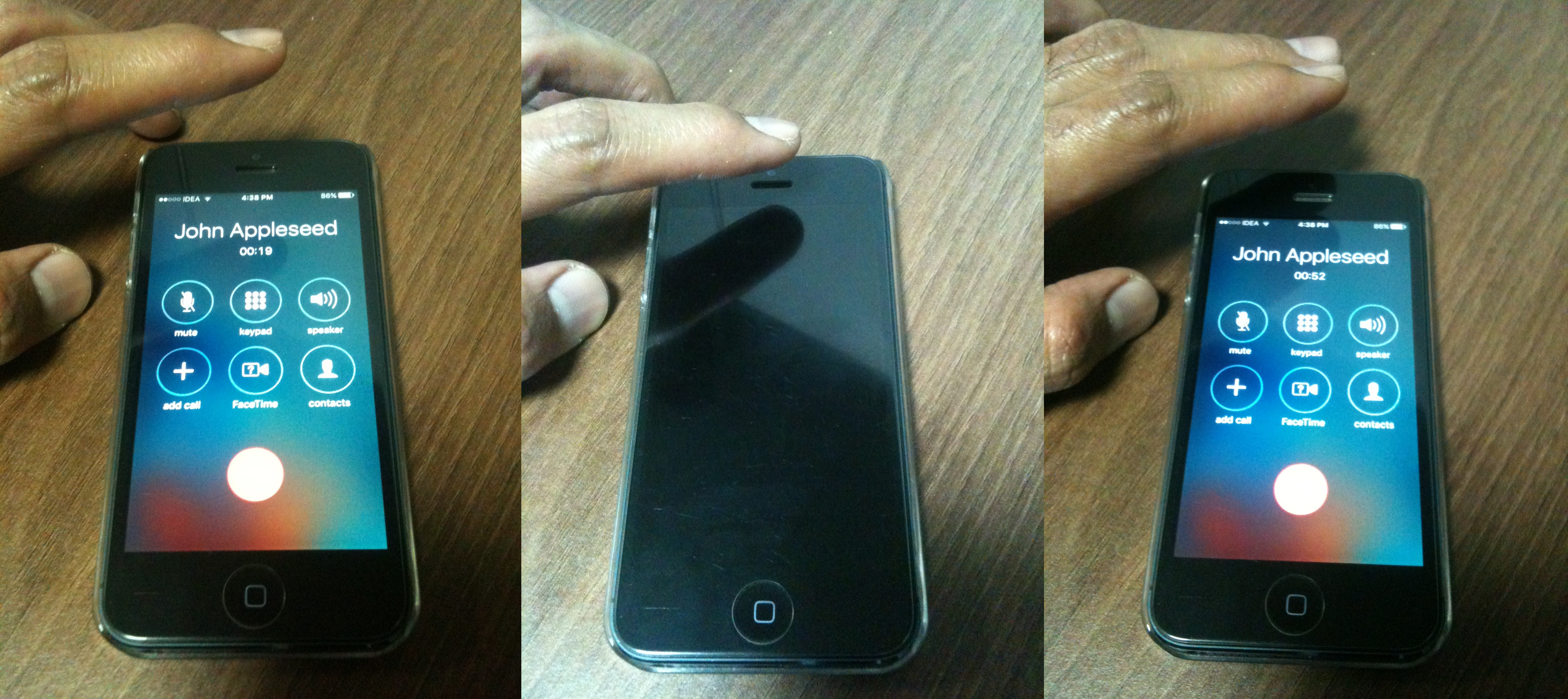
iPhone 5的正面靠近听筒的位置就安装有接近传感器，在使用听筒时，如果传感器预定范围内有物体（如人耳），将自动关闭触摸屏。

- 倒車雷達，安装在汽车保险杠上的系统，可感知与附近车辆的距离以便停车
- 地面迫近警告系統
- 机械装置中旋转轴的振动测量[2]
- 往复式发动机中的上止点（TDC）/凸轮轴传感器
- 造纸机中的纸张断裂感测
- 高射炮
- 雲霄飛車
- 输送机系统（英语：Conveyor system）
- 移动设备
  - 贴近脸部时关闭觸控式螢幕
  - 靠近身体时降低无线电功率以削减辐射暴露[3]
- 自动水龙头（英语：Automatic faucet）